# Shanglan
Shanglan (kinesiska: 上兰, 上兰街道) är en socken i Kina. Den ligger i provinsen Shanxi, i den norra delen av landet, omkring 19 kilometer nordväst om provinshuvudstaden Taiyuan. Antalet invånare är 48 736. Befolkningen består av 18 183 kvinnor och 30 553 män. Barn under 15 år utgör 5,0 %, vuxna 15-64 år 91 %, och äldre över 65 år 3,0 %.
Genomsnittlig årsnederbörd är 616 millimeter. Den regnigaste månaden är juli, med i genomsnitt 207 mm nederbörd, och den torraste är januari, med 3 mm nederbörd.